# Visual Memory Unit
La Visual Memory Unit (VMU), accessorio per SEGA Dreamcast, è una combinazione tra una memory card e una console portatile, un'innovazione che si credeva sarebbe stata copiata da tutti i produttori di future console. Un tentativo simile è stato fatto più tardi dalla Sony con la sua PocketStation uscita però sul solo mercato giapponese. La VMU può sia fornire funzionalità aggiuntive ai giochi per Dreamcast, sia permettere di giocare autonomamente a semplici giochi trasferiti dal Dreamcast.

## Caratteristiche
La VMU è un apparecchio versatile. Se viene inserita nel gamepad del Dreamcast funziona come una comune memory card, anche se sul suo display compaiono il titolo del gioco e varie altre informazioni. La VMU standard dispone di 128kB di spazio e, con la dovuta compressione, si possono memorizzare circa 200 salvataggi (a seconda del tipo di salvataggio o punteggio che si memorizza). Si possono salvare, scambiare e copiare file salvati in altre VMU semplicemente collegandole l'una all'altra. La VMU può anche essere usata per condividere informazioni tra il Dreamcast e alcune macchine da sala giochi basate su architettura Naomi.
Una seconda funzione della VMU inserita nel Dreamcast è proprio quella di funzionare come uno schermo secondario personale. Infatti, quando il VMU è inserito nel gamepad, è ancora possibile vedere il suo schermo LCD, anche se i suoi tasti non sono accessibili. Alcuni giochi sfruttano lo schermo della VMU per mostrare informazioni addizionali sulla partita. Ad esempio, Ready 2 Rumble mostra sullo schermo della VMU quanti pugni hai sferrato e quanti hanno realmente colpito l'avversario. Questa caratteristica è particolarmente utile nei giochi multiplayer, dal momento che le informazioni visualizzate sono personali e l'avversario non può leggere quelle presenti sul display della tua VMU.

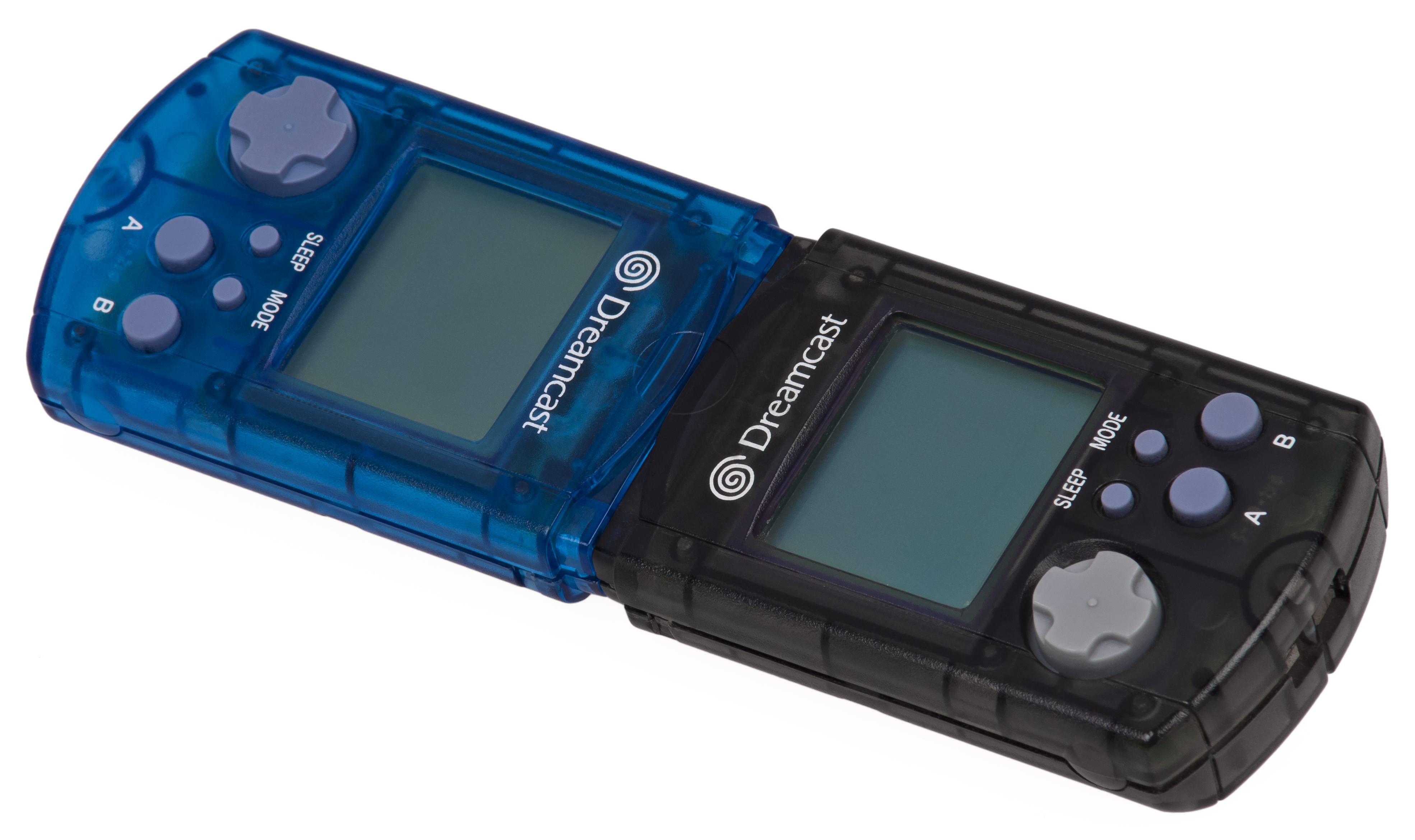
Due VMU connesse tra di loro

La VMU è inoltre dotata di batteria ricambiabile interna ed anche di pulsanti e tasti direzionali propri dei comuni gamepad, di modo che, una volta sconnessa la VMU dal Dreamcast, la si possa usare per giocare come con una qualsiasi altra console portatile. Questo perché alcuni giochi permettono all'utente il download sulla VMU di mini-giochi che funzionano autonomamente. Ad esempio, Sonic Adventure permette di allevare un Chao nella VMU come una sorta di Tamagotchi. Altri giochi, come Powerstone, sbloccano dei minigiochi per VMU man mano che si avanza nel gioco sconfiggendo gli avversari. In Tech Romancer si possono sbloccare parecchi giochi per VMU, e il successo in questi minigiochi è infatti richiesto da Tech Romancer per conquistare vari tipi di bonus extra nel gioco. Due VMU possono anche essere collegate direttamente tra di loro per scambiarsi file.

## Specifiche tecniche
- 8-bit CPU (Sanyo LC8670 "Potato")
- Memoria: 128 KB (200 blocchi di salvataggio)
- Display LCD: 48 x 32 punti, monocromatico; ampiezza: 37x26 mm
- Dimensioni: 47 x 80 x 16 mm
- Due pulsanti di gioco, funzione per auto-spegnimento
- Tasti direzionali (Quattro direzioni)
- Alimentazione: 2 batterie
- Sorgente sonora PWM ad un canale
- Peso: 45g

## Memory Card di altri produttori (Non SEGA)
- Basic Memory Card
  - Performance: Una VMU senza lo schermo ed i tasti di gioco, in pratica, una VMU senza la "V".
- Extended Visual Memory Card
  - Performance: Si tratta di una VMU leggermente più potente di quella originale SEGA.
- Standard Visual Memory Card
  - Performance: Un semplice clone della VMU di originale SEGA.
- 16x Memory Card: Level Six
  - Performance: Una super memory card che contiene 3200 blocchi liberi per i salvataggi (equivalenti a 16 memory card standard) e non sfrutta nessun tipo di compressione, per cui è difficile che i file salvati si corrompano. Una delle caratteristiche più interessanti della memory card di Level Six è che la si può connettere al PC tramite un comune cavo parallelo. Grazie a questa connessione è possibile fare una copia di backup dei propri giochi su PC, spedirli via e-mail oppure condividerli in Internet (siti come Gamefaqs mettono a disposizione di chiunque le partite salvate dei giochi per Dreamcast, gratuitamente). Per copiare i file dalla memory card al PC è necessario che la 16x sia connessa al Dreamcast, perciò è necessario affiancare il DC al PC durante il processo di copia. Un difetto è che questa non è una VMU dal momento che non possiede uno schermo e nemmeno i tasti di gioco. La 16x memory card è disponibile al prezzo di $34.95, esiste anche una versione 4x al prezzo di $23.95. In ogni caso, ambedue le card possono essere connesse al PC con un cavo parallelo.